# Jean-Michel Quatrepoint
Pour les articles homonymes, voir Quatrepoint.
Jean-Michel Quatrepoint, né le 23 juin 1944 à Paris où il est mort le 26 janvier 2024,, est un journaliste économique français.

## Biographie
Jean-Michel Quatrepoint a été élevé par le second mari de sa mère, André Barjonet.
Diplômé du Centre de formation des journalistes (promotion 1967), il a notamment travaillé au journal Le Monde pendant onze ans (1973-1984), puis a dirigé les rédactions de l’Agefi, de La Tribune et du Nouvel Économiste avant d’animer, quinze années durant, La Lettre A. Il a publié un premier livre qui annonçait en 2008 la crise globale. Il a depuis publié un autre livre en 2011 Mourir pour le Yuan? Comment éviter une guerre mondiale.
Début 2015, il dénonce les conditions de vente de l'entreprise Alstom au groupe General Electric (GE) soulignant que contrairement aux promesses d'Arnaud Montebourg, assurant que le secteur nucléaire resterait sous contrôle français, le protocole d'accord approuvé par Emmanuel Macron en novembre et voté par l'assemblée générale, a pour conséquence de placer sous la coupe du groupe américain les turbines produites par Alstom et de cette manière la maintenance des centrales françaises. « Nous avons donc délibérément confié à un groupe américain l'avenir de l'ensemble de notre filière nucléaire… ». Il met en garde également sur le fait que cette vente « donne à GE le monopole de la fourniture de turbines de l'ensemble de notre flotte de guerre ». Il évoque également la vente d'une filiale d'Alstom, Alstom Satellite Tracking Systems, spécialisée dans les systèmes de repérage par satellite, dont les produits équipent l'armée française ainsi que des entreprises du secteur de la défense et de l'espace qui tombe dans le giron de General Electric.
Il conclut : « Avec l’accord du ministère de la Défense, on a même autorisé la prise de contrôle par GE d’une filiale spécialisée dans l’analyse des données satellites notamment pour Thalès et le renseignement militaire. » 
En 2017, il cosigne dans Le Figaro un appel intitulé « Europe : la supranationalité a échoué, faisons confiance aux nations. »

## Prix
Prix de l'excellence économique 2009 (délivré par le Cercle mbc)

## Distinctions
- Officier de la Légion d'honneur (2001). Chevalier en 1992[10],[11]

## Dans la littérature
La disparition du plan Calcul, une des premières grandes enquêtes du journaliste, menée avec son confrère Jacques Jublin, du quotidien Les Échos, est au centre de Comédies françaises, un roman-enquête d’Éric Reinhardt publié en 2020 aux éditions Gallimard. L'ouvrage, consacré au lobbying, est une fiction-enquête, évoquant comment Ambroise Roux patron de la CGE a obtenu du président Valéry Giscard d'Estaing en 1974-1975, au début de l'affaire des surfacturations à France Télécom, l'abandon du plan Calcul, d'Unidata, de la Délégation générale à l'informatique et du réseau Cyclades.

## Ouvrages
- La Neige empoisonnée (Nuisances), de Danielle Arnaud, Jean-Michel Quatrepoint et Michel Castaing, Édition Alain Moreau, 1975
- French ordinateurs : De l'affaire Bull à l'assassinat du plan Calcul (collection dirigée par Jean Picollec) Broché, de Jean-Michel Quatrepoint, Jacques Jublin et Danielle Arnaud, Édition Alain Moreau, 1976
- La Crise globale, Fayard/Mille et une nuits, 2008
- La Dernière bulle, Fayard, 2009
- Finance, emploi et relocalisations – 1er septembre 2010, de Laurent Faibis, Jean-Michel Quatrepoint, éd. Previsis, 2010) - Acte du Colloque Xerfi
- Mourir pour le yuan ?, François Bourin Éditeur, 2011
- Le Choc des empires, États-Unis, Chine, Allemagne : Qui dominera l'économie-monde ?, Gallimard/Le Débat, 2014
- Alstom, scandale d'État, Fayard, 2015
- Délivrez-nous du Bien ! Halte aux nouveaux inquisiteurs, avec Natacha Polony, L'Observatoire, 190 p., 2018